# ان‌جی‌سی ۷۳۳۱
ان‌جی‌سی ۷۳۳۱ (به انگلیسی: NGC ۷۳۳۱) یک کهکشان مارپیچی در فاصلهٔ ۴۰ مگا سال نوری (۱۲ مگاپارسک) و در صورت فلکی اسب بزرگ است.
SN 1959D، یک ابرنواختر نوع ۲ ثبت‌شده از این کهکشان است، این تنها ابرنواختر دیده‌شده از این کهکشان است.